# Liberalno-demokratska partija (Serbien)
Die Liberaldemokratische Partei (Serbisch: Либерално-демократска партија, Liberalno-demokratska partija) ist eine am 5. November 2005 gegründete serbische Partei, deren Vorsitzender Čedomir Jovanović ist.

## Inhaltliches Profil
Die strikt prowestlich ausgerichtete Partei akzeptiert als einzige der im serbischen Parlament vertretenen Parteien die Unabhängigkeit Kosovos. Sie war auch Beobachter in der Liberalen Internationalen und bis Februar 2019 assoziiertes Mitglied der ALDE-Partei.

## Geschichte
Bei den Parlamentswahlen in Serbien 2007 erhielt sie zusammen mit mehreren kleineren Organisationen, mit denen die LDP ein Listenbündnis eingegangen war, 5,31 Prozent der abgegebenen Stimmen. Das Bündnis konnte damit 15 Sitze im serbischen Parlament erringen, wovon 6 auf die LDP entfielen. Im April 2007 schloss sich die bis dahin selbständige GSS (Bürgerunion Serbiens) der LDP an, wodurch diese nunmehr über 9 Sitze im Parlament verfügt.
Bei den am 11. Mai 2008 abgehaltenen Parlamentswahlen erhielt die Partei 5,24 % der Stimmen und damit 13 Sitze im Parlament.